# Arrade juba
Arrade juba là một loài bướm đêm trong họ Erebidae.